# Distrito de Kassel
El Distrito de Kassel (en alemán: Landkreis Kassel) es un Landkreis ubicado en la Región de Kassel en el norte del estado federal de Hesse (Alemania). Los territorios vecinos al norte son los distritos del estado de Baja Sajonia Northeim, al este el distrito de Göttingen y el Werra-Meißner, al sur el distrito de Schwalm-Eder, al oeste limita con el Waldeck-Frankenberg y al noroeste el distrito de Höxter de Renania del Norte-Westfalia. La ciudad libre de Kassel (sede de la administración) que se encuentra ubicada en el centro del territorio del distrito.

## Composición del distrito
(Habitantes a 30 de junio de 2005)
| - 1. Bad Karlshafen (4.103) - 2. Baunatal [Sitz: Altenbauna] (27.971) - 3. Grebenstein (6.121) - 4. Hofgeismar (16.405) - 5. Immenhausen (7.256) - 6. Liebenau (3.611) - 7. Naumburg (5.479) - 8. Trendelburg (5.664) - 9. Vellmar [Sitz: Niedervellmar] (18.408) - 10. Wolfhagen (13.350) - 11. Zierenberg (6.868) | - 1. Ahnatal [Sitz: Weimar] (8.282) - 2. Bad Emstal [Sitz: Sand] (6.310) - 3. Breuna (3.863) - 4. Calden (7.786) - 5. Espenau [Sitz: Hohenkirchen] (4.939) - 6. Fuldabrück [Sitz: Dörnhagen] (8.955) - 7. Fuldatal [Sitz: Ihringshausen] (12.132) - 8. Habichtswald [Sitz: Dörnberg] (5.274) - 9. Helsa (5.832) - 10. Kaufungen [Sitz: Oberkaufungen] (12.792) - 11. Lohfelden [Sitz: Crumbach] (13.860) - 12. Nieste (1.752) - 13. Niestetal [Sitz: Sandershausen] (10.588) - 14. Oberweser [Sitz: Gieselwerder] (3.573) - 15. Reinhardshagen [Sitz: Veckerhagen] (5.101) - 16. Schauenburg [Sitz: Hoof] (10.403) - 17. Söhrewald [Sitz: Wellerode] (5.221) - 18. Wahlsburg [Sitz: Lippoldsberg] (2.410) - 1. Gutsbezirk Reinhardswald |

## Regiones hermanadas
- Distrito de Ilm/Turingia
- Waldviertel, Austria (Bundesland Baja Austria)
- Provincia de Forli-Cesena, Italia (Región de Emilia-Romagna)
- Cehegín-Bullas-Calasparra, España (Región de Murcia)
- Csepel-Insel, Hungría
- Yaroslavl, Rusia (Óblast de Yaroslavl)
- San Sebastián de los Reyes, España